# ダサブビル
ダサブビル（Dasabuvir）はC型肝炎ウイルス（HCV）感染症の治療に用いられる抗ウイルス薬の一つである。オムビタスビル、パリタプレビル、リトナビルの合剤とのセットで使用される。欧州での商品名はExviera。開発コード、ABT-333。 
ダサブビルはNS5B阻害薬として作用する。